# Bockrolle

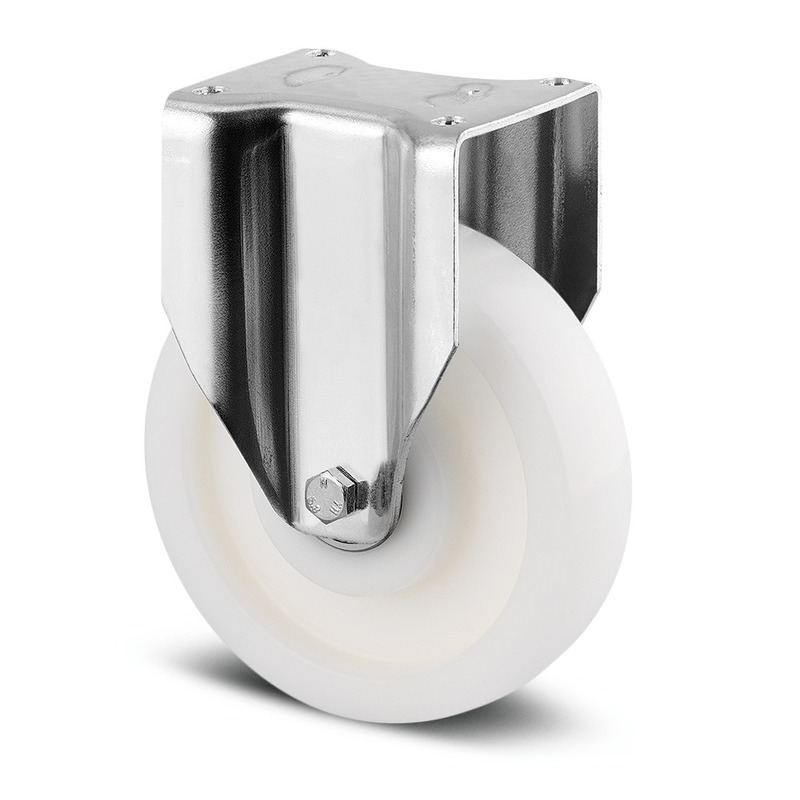
Bockrolle

Eine Bockrolle ist eine nicht schwenkbare Rolle, welche Bewegungen lediglich in eine Richtung ausführen kann. Sie ist der Gegensatz zur sogenannten Lenkrolle, die auch vertikal frei drehbar ist. Bockrollen bestehen aus einem Rahmen, z. B. aus Blech, und einem oder mehreren darin eingesetzten Rädern.

## Funktion
Bockrollen werden eingesetzt, wenn entweder nur eine Richtung gefahren wird oder in Kombination mit Lenkrollen zur besseren Spurhaltung. Ein Wagen, der nur mit Lenkrollen bestückt ist, lässt sich zwar leicht überall hin schieben, bricht jedoch leicht aus der Spur aus. Die Kombination ermöglicht eine stabile Geradeausfahrt, erhält jedoch trotzdem die Manövrierfähigkeit.